# Fritz Ruppert
Fritz Ruppert (* 16. November 1887 in Wiesbaden; † 10. Oktober 1945 in Landsberg an der Warthe) war ein deutscher Jurist und Ministerialbeamter im Reichsministerium des Inneren während der Weimarer Republik und zur Zeit des Nationalsozialismus.

## Leben
Ruppert war der Sohn eines Tabakgroßhändlers. Nachdem er die Reifeprüfung in seiner Heimatstadt bestanden hatte, studierte er ab 1906 Rechtswissenschaft an den Universitäten Marburg und Gießen. Die erste juristische Staatsprüfung legte er 1910 ab und absolvierte anschließend sein Rechtsreferendariat in Berlin. Während des Ersten Weltkrieges leistete er von 1914 bis 1918 Kriegsdienst beim Deutschen Heer, zuletzt im Rang eines Leutnants der Reserve. Nach Kriegsende legte er 1919 die zweite juristische Staatsprüfung ab und trat in Berlin als Assessor in den Dienst des Reichsministeriums des Inneren (RMI) ein.

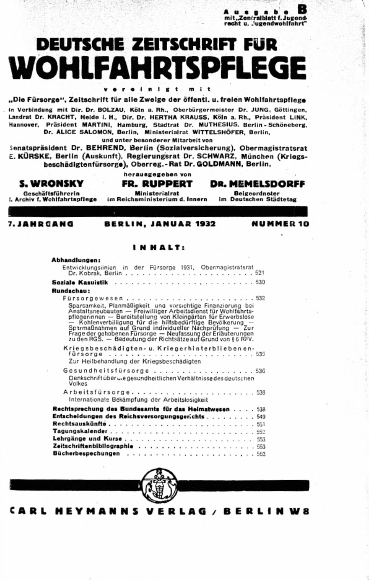
Deutsche Zeitschrift für Wohlfahrtspflege (1932)

Ab 1920 war er Regierungsrat und Referent in der Abteilung II des RMI (Volksgesundheit, Staatsangehörigkeit, Fremdenwesen) und wurde 1923 zum Oberregierungsrat befördert. Von 1924 bis 1926 war er ordentliches Mitglied des Bundesamtes für das Heimatwesen. Zum Ministerialrat wurde Ruppert 1927 befördert und war im RMI für den Bereich Volksgesundheit, Wohlfahrt, Deutschtum tätig. Während der Weimarer Republik gestaltete er die Fürsorgegesetzgebung maßgeblich mit. So engagierte er sich für ein nie erlassenes Bewahrungsgesetz, das die rechtliche Grundlage für eine zwangsweise Unterbringung von so genannten Fürsorgeklienten regeln sollte.
Beim Deutschen Verein für öffentliche und private Fürsorge gehörte Ruppert bis 1933 dem Hauptausschuss an. Er war Mitherausgeber der Deutschen Zeitschrift für Wohlfahrtspflege. Von 1935 bis 1939 war Ruppert in der Abteilung Kommunalverwaltung des RMI für die für den Bereich Öffentliche Wohlfahrt zuständig. Innerhalb des RMI war er ab 1936 auch in der Abteilung I (Beamtenrecht) und VI (Haushalts- und Rechnungswesen) tätig.
Nachdem der Bereich Wohlfahrtspflege im September 1939 der Gesundheitsabteilung im RMI unter Leonardo Conti zugeschlagen wurde, leitete er dort sowohl das Wohlfahrts- als auch das Jugendpflegereferat. Ruppert war in dieser Funktion schließlich als wichtigster Ministerialbeamter Ansprechpartner für Städte und Fürsorgebehörden, auch bei Fragen zu antijüdischer Wohlfahrtspolitik. Sein Stellvertreter wurde 1941 Hans Muthesius. Zusammen mit seinem Stellvertreter Muthesius und der Kriminalbeamtin Friedrike Wieking wirkte er an der Einrichtung der „Jugendschutzlager“ mit. In Personalunion wirkte er von 1939 bis 1942 zusätzlich in der Abteilung VII (Ausbildung) im Reichsjustizministerium. Ruppert unterzeichnete im April 1943 ein an die Verwaltung des Bezirksverbandes Hessen adressiertes Schreiben und leitete damit die „Anstaltsunterbringung minderjähriger jüdischer Mischlinge“ in die Wege. Ernst Klee weist in diesem Zusammenhang darauf hin, dass „jüdische Mischlinge“ im Alter von sechs bis siebzehn Jahren im Frühherbst 1943 zu Mordopfern der Tötungsanstalt Hadamar wurden.
Bereits zur Zeit der Weimarer Republik war Ruppert Generalreferent beim Deutschen Roten Kreuz (DRK). Er war während der NS-Zeit am Gesetz über das Deutsche Rote Kreuz vom 9. Dezember 1937 beteiligt, dessen Ziel die Militarisierung dieser Organisation war. 1939 wurde er Generalführer des DRK. Ab 1943 war er Generalhauptführer beim DRK. Er engagierte sich auch nebenamtlich für den Verein Lebensborn e. V.
Rupperts Anträge zur Aufnahme in die NSDAP wurden abschlägig beschieden, da er während der Weimarer Republik Linksparteien zugeneigt war, sich nach der „Machtergreifung“ nicht für den Nationalsozialismus engagiert hatte und die Mutter seiner Ehefrau als Volljüdin galt. Er gehörte jedoch u. a. dem NS-Juristenbund und der NSV an. Rupperts Söhne wurden am 9. Juni 1939 durch eine Ausnahmegenehmigung vom Stab des Stellvertreters des Führers, der Parteikanzlei Adolf Hitlers, den sogenannten „Deutschblütigen“ gleichgestellt. Dennoch wurde auch seinen Söhnen Fritz (* 1917), Hans (* 1920) sowie Gerd (* 1926) wie ihrem Vater – trotz dessen Gnadengesuch – eine Aufnahme in die NSDAP verwehrt. Da seine Frau im Nationalsozialismus als Halbjüdin galt, wurde er ab 1933 nicht mehr befördert. Ende 1944 wurde er mit Billigung Heinrich Himmlers wegen „angeblicher sittlicher Verfehlungen“ durch die Gestapo verhaftet und kurzzeitig inhaftiert. Nach seiner Haftentlassung wurde er als Gießereiarbeiter bei den Borsig-Werken dienstverpflichtet und bei Kriegsende zum Volkssturm eingezogen. Er geriet in sowjetische Internierung und starb am 10. Oktober 1945 im Lager Landsberg/Warthe.
Nach Kriegsende wurden gegen ihn 1946 seitens der Staatsanwaltschaft am Landgericht Frankfurt am Main Ermittlungen aufgrund einer potentiellen Verantwortung für NS-Euthanasie im Regierungsbezirk Baden aufgenommen.